# Günthergrube
Le sous-camp de Günthergrube a été construit en février 1944, près de la mine de charbon de la société Fürstlich Plessische Bergwerks AG, située à Lędziny, en Pologne. Il faisait partie des 44 camps annexes dépendant du camp principal nazi d'Auschwitz et était dirigé par le SS-Unterscharführer, Alois Frey. À l'origine prévu pour accueillir 300 prisonniers en travail forcé, il a contenu jusqu'à 600 prisonniers, dès l'été 1944. Le camp est évacué en janvier 1945. Les 600 prisonniers sont emmenés à pied à Gliwice.

## Prisonniers connus
- Marcel Jabelot